# Médico da Casa Branca
O Médico do Presidente (também conhecido coloquialmente como médico da Casa Branca) é o título formal e oficial do médico que é diretor da Unidade Médica da Casa Branca, uma unidade do Gabinete Militar da Casa Branca responsável pelas necessidades médicas do presidente dos Estados Unidos, vice-presidente, funcionários da Casa Branca e visitantes. O médico do presidente também é o médico-chefe da Casa Branca.

## História

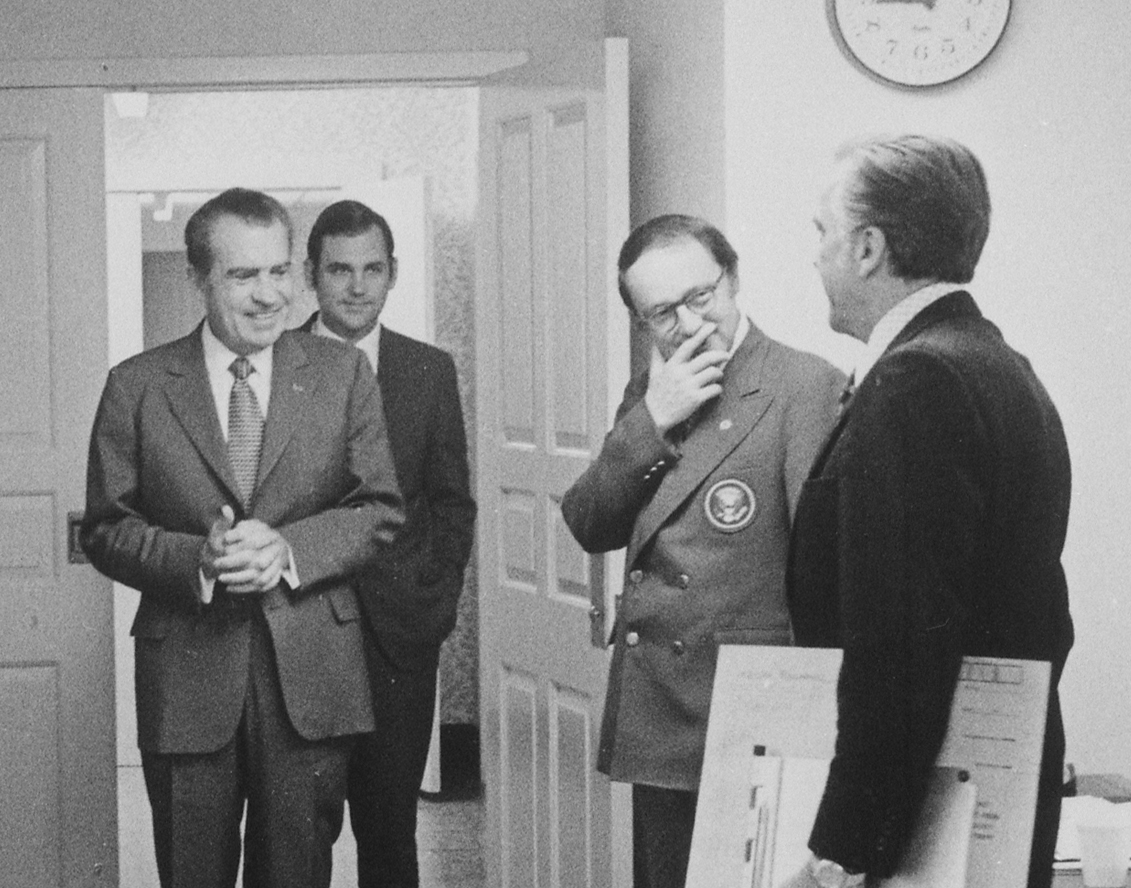
Major General Walter R. Tkach, Médico do Presidente, no Bethesda Naval Hospital, 1973.

Os médicos que trataram do Presidente dos Estados Unidos tiveram uma variedade de títulos. O Dr. Presley Marion Rixey, Inspetor Médico da Marinha dos Estados Unidos, foi o primeiro indivíduo a servir em tempo integral como médico do Presidente a partir de 1901, embora o título de "Médico da Casa Branca" não tenha sido usado até ser criado por um ato do Congresso em 1928.

## Organização e função
O médico da Casa Branca tem um consultório dentro da Casa Branca. A localização de sua unidade médica desempenha um papel importante para manter a saúde do Presidente dos Estados Unidos. Ele ou ela também supervisiona uma equipe que normalmente é composta por cinco médicos militares, cinco assistentes médicos, cinco enfermeiras, três paramédicos, três administradores e um gerente de TI. O médico da Casa Branca é metaforicamente a " sombra do presidente" porque ele ou ela está sempre por perto, esteja o presidente na Casa Branca, no exterior, em campanha ou a bordo do avião presidencial Força Aérea Um ; Daniel Ruge, por exemplo, estava próximo durante a tentativa de assassinato de Ronald Reagan em 1981, e supervisionou o tratamento imediato do presidente.
O Médico do Presidente protege a saúde do presidente e também pode realizar cirurgias de emergência. O médico da Casa Branca também é responsável por fornecer assistência médica abrangente aos familiares imediatos do presidente, ao vice-presidente e à família do vice-presidente. Ele ou ela também pode fornecer cuidados médicos e atenção aos mais de 1,5 milhão de visitantes que visitam a Casa Branca a cada ano, bem como a dignitários internacionais e outros convidados do Presidente.
O consultório médico do médico da Casa Branca é um "minicentro de atendimento urgente" que contém um consultório médico, salas de exame privadas, medicamentos básicos e suprimentos médicos e um carrinho de emergência para reanimação de emergência. O Força Aérea Um está equipado com equipamentos médicos de emergência, uma mesa de operação e luzes da sala de cirurgia instaladas no centro do avião presidencial para uso emergencial pelo médico da Casa Branca, mas não tem uma máquina de raio-X ou laboratório médico equipamento.
Ruge renunciou após o primeiro mandato de Reagan e chamou seu trabalho de "superestimado, chato e não desafiador do ponto de vista médico". Ruge não pôde comparecer à maioria dos jantares oficiais devido à falta de espaço. Mesmo assim, ele precisava estar pronto para emergências e geralmente esperava sozinho em seu escritório usando um smoking. Ruge afirmou que uma vantagem, no entanto, é que em função do prestígio do cargo "[um] médico do presidente pode pedir qualquer coisa, e vai conseguir. Nenhum médico recusará um pedido de consulta". O médico da Casa Branca pode entrar no Salão Oval ou na Residência Executiva a qualquer momento; Ruge às vezes convidava especialistas em visita a Washington para examinar o presidente.

### Seleção do médico
O médico da Casa Branca é freqüentemente selecionado pessoalmente pelo presidente, e a maioria dos médicos da Casa Branca são oficiais militares na ativa, em parte porque a maioria dos civis acharia difícil fechar e reabrir seus consultórios particulares. Ruge estava prestes a se aposentar quando Reagan o escolheu como seu médico.
Desde janeiro de 2021, o Kevin O'Connor, é o incumbente do cargo.

## Médicos da Casa Branca
Alguns dos indivíduos que atuaram como médicos da Casa Branca:
- 1789: Samuel Bard, MD. Bard was the first physician known to have treated a president when he lanced a boil on George Washington's thigh.
- 1789 to 1797: James Craig. Craig was a family friend of George Washington's.
- 1895: Leonard Wood, MD, USA. Wood was not only the White House Physician to President Grover Cleveland in 1895, but also the personal physician of President and Mrs. William McKinley.
- 1913 to 1921: RADM Cary Travers Grayson, MD, Pharm.D., USN.
- 1921 to 1923: Charles E. Sawyer, HMD
- 1923 to 1929: Major James Francis Coupal, MD, MS, US Army
- 1929 to 1933: Commander Joel Thompson Boone, MD, US Navy
- 1933 to 1945: VADM Ross T. McIntire, MD, US Navy
- 1945: Lieutenant Commander Howard G. Bruenn, MD, US Navy
- 1945 to 1953: Major General Wallace H. Graham, MD, US Army
- 1953 to 1961: Major General Howard McCrum Snyder, MD
- 1961 to 1963: Janet G. Travell, MD[9]
- 1963 to 1969: RADM George G. Burkley, MD, US Navy (concurrent from 1963 to 1966 with Capt. James Young, MC, USN[10][11]
- 1969 to 1974: Major General Walter R. Tkach, MD, USAF[12]
- 1974 to 1981: RADM William M. Lukash, MD, FACP, FACG, USN[13]
- 1981 to 1985: Daniel Ruge, MD, Ph.D.[14]
- 1985 to 1986: T. Burton Smith, MD
- 1986 to 1987: John E. Hutton, Jr., MD
- 1987 to 1993: Colonel Lawrence C. Mohr, Jr., MD, FACP, FCCP, US (concurrent from 1989 to 1993 with Burton J. Lee III)[7] [15]
- 1989 to 1993: Burton J. Lee III, MD (concurrent with Lawrence C. Mohr, Jr.)[16]
- 1993 to 2001: RDML Eleanor Mariano, MD, US Navy
- 2002 to 2009: Brigadier General Richard J. Tubb, MD, USAF[17]
- 2009 to 2013: Captain Jeffrey Kuhlman, MD, USN
- 2013 to 2018: RDML Ronny Jackson, MD, USN[18][a][b]
- March 2018 to January 2021: CDR Sean Conley, DO, USN.
- January 2021- : Colonel Kevin O'Connor, DO, USA (Ret.)